# وزارة الزراعة والري والثروة الحيوانية (أفغانستان)
وزارة الزراعة والري والثروة الحيوانية (بالبشتوية: د کرنې، اوبولګولو او مالدارۍ وزارت)‏ هي الوزراة التنفيذية المسؤولة عن الأمور المتعلقة بالزراعة وحالياً إحدى وزارات إمارة أفغانستان الإسلامية.
تتعامل هذه الوزارة مع الأمور المتعلقة بالزراعة في أفغانستان، والتي تعد مصدر رزق 80٪ من سكان البلاد. وتطلق هذه الوزارة مشاريع وأنشطة في مجال الزراعة من أجل دعم المزارعين وإدارة الموارد الطبيعية وتعزيز الاقتصاد الزراعي.
تشمل هذه البرامج برامج لتعزيز وإدخال المحاصيل ذات القيمة الاقتصادية العالية، وتقوية المنتجات التقليدية، وإدخال ونشر تقنيات زراعة الأراضي الجافة، وبرامج لتعزيز التعاونيات، والاقتصاد الزراعي، والصادرات من خلال تقديم القروض، وبرامج تأجير الأراضي، والبرامج الأخرى.
يعود إنشاء وزارة الزراعة الحديثة لعام 1948م / 1327 ه‍ ش، وكانت قبلها مديرية للزراعة مستقلة عن وزارة التجارة أنشئت عام 1937. وفي عام 1960 تم تغيير اسم «وزارة الزراعة» إلى «وزارة الزراعة والري والثروة الحيوانية».